# Vladimirovac

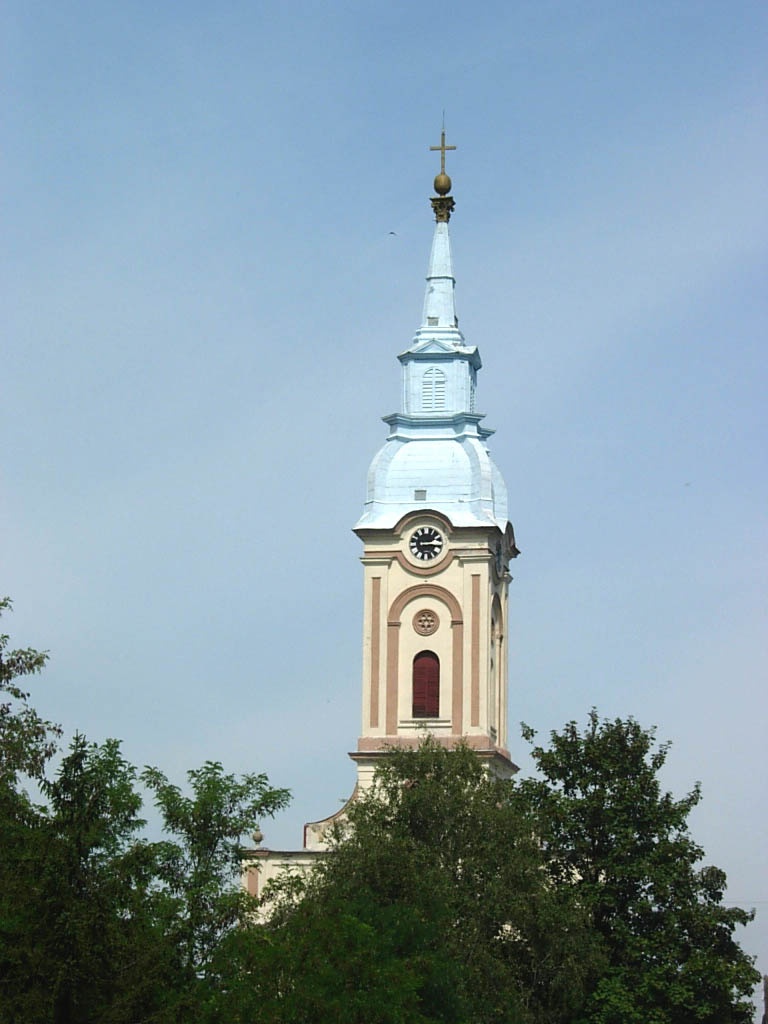
Kyrka i Vladimirovac

Vladimirovac (serb. Владимировац) är ett samhälle i kommunen Alibunar (serb. Алибунар) i Södra Banatet (serb. Jужни Банат), Vojvodina (serb. Војводина), Serbien (serb. Србија).

## Demografi
I Vladimirovac bor det totalt 4 111 invånare enligt folkräkningen i Serbien 2002.
Det bor väldigt många etniska grupper i Vladimirovac. De största etniska grupperna är serber som utgör majoriteten (2 259) och rumäner (1 424).
Antal hushåll är 1295 och genomsnittsantal medlemmar i hushållet är 3,17.
Genomsnittsålder är 39,5 år (män 38,2 och kvinnor 40,8).